# Жандуис (Риу-Гранди-ду-Норти)
Жандуис (порт. Janduís) — муниципалитет в Бразилии, входит в штат Риу-Гранди-ду-Норти. Составная часть мезорегиона Запад штата Риу-Гранди-ду-Норти. Входит в экономико-статистический микрорегион Медиу-Уэсти. Население составляет 5597 человек на 2006 год. Занимает площадь 304,899 км². Плотность населения — 17,4 чел./км².
Праздник города — 12 июня.

## История
Город основан в 1962 году.

## Статистика
- Валовой внутренний продукт на 2003 год составляет 11 345 821,00 реалов (данные: Бразильский институт географии и статистики).
- Валовой внутренний продукт на душу населения на 2003 год составляет 2084,48 реалов (данные: Бразильский институт географии и статистики).
- Индекс развития человеческого потенциала на 2000 год составляет 0,604 (данные: Программа развития ООН).